# Tiffany Cole
Tiffany Ann Cole (n. 3 de diciembre de 1981) es una estadounidense condenada por el secuestro y asesinato de sus antiguos vecinos, Carol y Reggie Sumner, de 61 años. También fueron encontrados culpables en el asesinato otros tres jóvenes: Alan Wade, Bruce Nixon y el novio de Cole, Michael Jackson. Los fiscales dijeron que Cole y los tres jóvenes varones desarrollaron un plan para secuestrar y matar a la pareja para robar su dinero, y cavaron una fosa para ellos en el condado de Charlton, Georgia dos días antes de llamar a su puerta y pidiendo usar el teléfono en el Condado de Duval, Florida.

## Hechos
Tiffany Cole era un rostro familiar para Carol y Reggie Sumner ambos de 61 años, después de haber sido vecina de la pareja cuando vivían en Carolina del Sur. Además, Cole había comprado un automóvil de ellos en el momento de que los Sumner se mudaban a Jacksonville, Florida, en marzo de 2005. Cole y su novio Michael Jackson, fueron a Florida a finales de junio de 2005 para completar el papeleo del automóvil y se alojaron en el hogar de los Sumner. Poco después de esa visita, el 8 de julio de 2005, Cole de entonces 23 años, y tres jóvenes aparecieron en la casa de los Sumner pidiendo usar el teléfono. Apenas entraron amenazaron a la pareja; a Reggie Sumner se le obligó a dar a los intrusos su tarjeta ATM y su número de acceso. Él y su esposa fueron atados y amordazados con cinta aislante, y fueron metidos en el maletero de su auto y conducidos hacia la frontera con Georgia, en donde, con los ojos vendados y atados, fueron empujados a una tumba profunda y enterrados vivos.
Posteriormente, Cole empeñó joyas y otros artículos robados de la casa de los Sumner, y la tarjeta ATM se utilizó para obtener más de $1000 dólares en efectivo. Tres del grupo fueron seguidos hasta un hotel en Carolina del Sur por el uso de la tarjeta en un cajero automático y detenidos allí. Al jurado se le mostró más tarde fotos de Cole y otros dos acusados en una limusina, celebrando con champán y puñados de dinero en efectivo.

## Condena
En el juicio de una semana en octubre de 2007, el jurado deliberó en menos de 90 minutos antes de encontrar culpable a Cole de asesinato en primer grado. Ellos votaron 9-3 que ella debía recibir la pena de muerte. Cinco meses después, un juez dictó dos sentencias de muerte por el secuestro y los asesinatos, y una condena de 45 años de cárcel. Ella espera su ejecución en la Institución Correccional de Lowell. Michael Jackson y Alan Wade también recibieron dos condenas a muerte y esperan su ejecución. Bruce Nixon, de 18 años, quien había llevado a la policía a los cuerpos y testificó en contra de los otros, se declaró culpable de asesinato en segundo grado y fue condenado a 45 años de prisión.
En 2017, la Corte Suprema de Florida ordenó nuevas audiencias de sentencia para Cole, Wade y Jackson, porque sus jurados no habían recomendado por unanimidad la pena de muerte. Un fallo de la Corte Suprema de Estados Unidos de 2016, Hurst v. Florida, determinó que la ley anterior de Florida que permitía veredictos del jurado no unánimes en casos de pena de muerte violaba la Sexta Enmienda, lo que llevó a Florida a volver a condenar a más de 150 delincuentes convictos. En junio de 2022, Wade fue condenado nuevamente a cadena perpetua sin posibilidad de libertad condicional. En agosto de 2023, Jackson fue condenado nuevamente a muerte. Cole fue condenada nuevamente a cadena perpetua sin libertad condicional el 23 de agosto de 2023 después de que el jurado votara 10-2 en una deliberación de 3 horas para perdonarle la vida.

## Representaciones
- El caso es recreado en la serie de televisión Las verdaderas mujeres asesinas de Investigation Discovery, en el episodio 3 de la Temporada 5 (2011).